# Sfânta Barbara

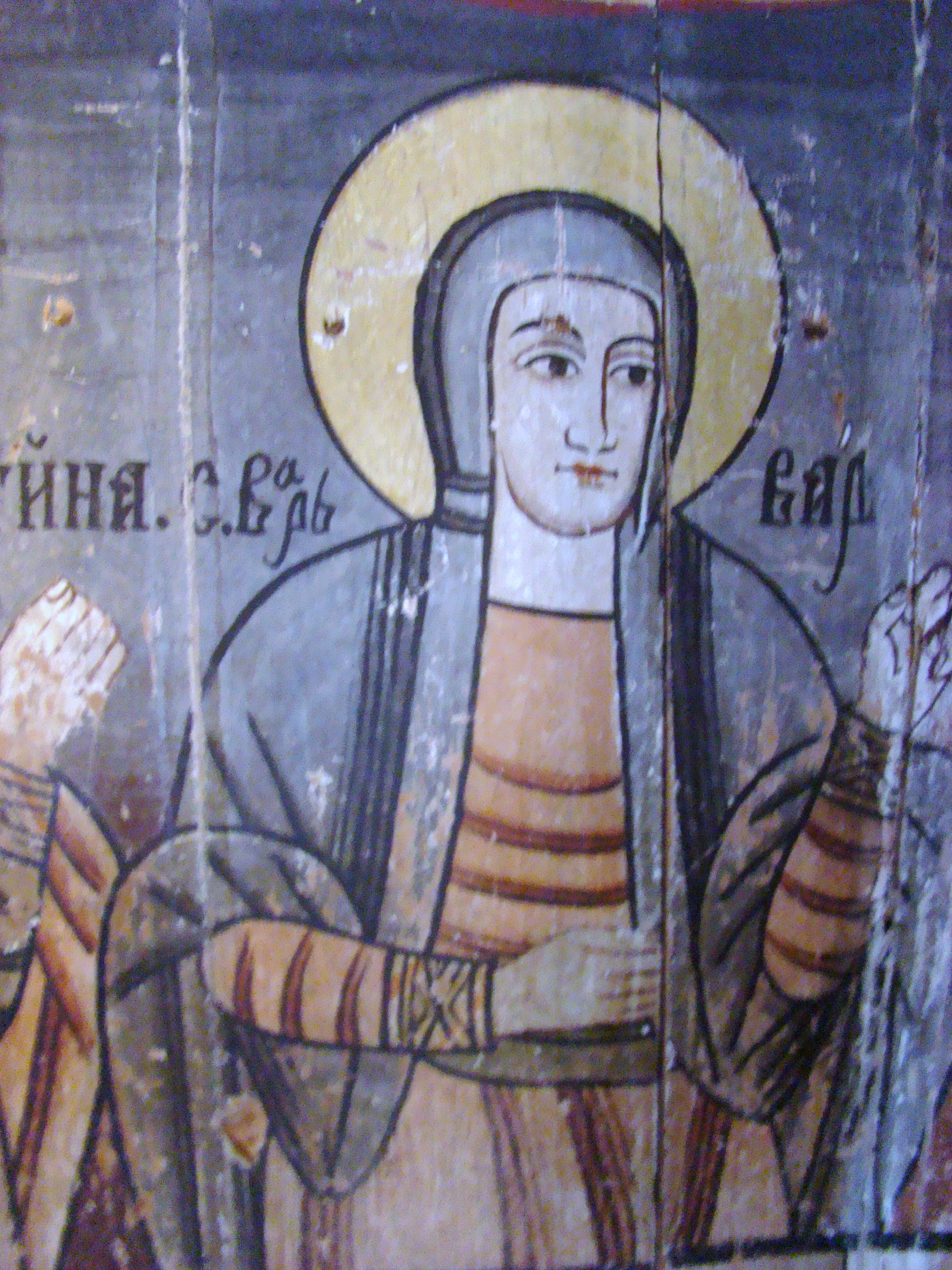
Sfânta Varvara, sec. al XIX-lea
(Biserica de lemn din Urisiu de Jos)

Sfânta Barbara, arhaic Sf. Varvara, (n. 273 d.Hr., Nicomedia, Bithynia et Pontus⁠(d), Roma Antică – d. 306 d.Hr., Nicomedia, Roma Antică) este o fecioară martiră creștină. Hagiografiile indică originea sfintei din Nicomedia (azi Izmit, Turcia). Ea se numără printre așa-numiții „Paisprezece ajutători” invocați cu precădere în Evul Mediu drept protectori în caz de pericol. Barbara este considerată drept patroana minerilor, geologilor, arhitecților, artileriștilor, prizonierilor etc. 
Sfânta este sărbătorită de Bisericile Ortodoxe și de Biserica Catolică la data de 4 decembrie.

## Legenda
Barbara a trăit în secolul al III-lea în Nicomedia. Datorită frumuseții ei neobișnuite, ea a fost ferecată de tatăl ei, Dioscorus, într-un turn. În captivitate, se convertește la creștinism. Ca urmare a convertirii, tânăra dispune ca sălii de baie din turn să i se adauge o a treia fereastră, semn al venerării. Tatăl își condamnă fiica de îndată ce află acest motiv. Aceasta reușește să fugă și este în mod miraculos ascunsă în interiorul unei stânci. Trădată de un păstor, Barbara va fi întemnițată, bătută cu nuiele și arsă de făclii. Însuși tatăl ei îi va pune capăt zilelor, prin decapitare. De aceea, Dioscorus este ucis de un trăsnet. Datorită rugilor Barbarei pentru toți cei care pomenesc patimile lui Iisus și propriul ei martiriu, ea a fost considerată în Evul Mediu una din cei Paisprezece Sfinți Ajutători. 
La sfârșitul secolului al XV-lea, călugărul flamand Jan de Wackerzeele a îmbogățit legenda Barbarei cu o sumedenie de descrieri a miracolelor înfăptuite de sfântă. La finele Evului Mediu, Barbara devenise importantă ca patroană a muribunzilor.

## Cultul
Cele mai vechi mărturii ale venerării sfintei s-au găsit în Edessa, în bazilica copților din Cairo și pe teritoriul Imperiului bizantin. Se spune că împăratul Iustinian ar fi transferat relicvele Barbarei din Cairo la Constantinopol. În anul 1000, moaștele sfintei au fost aduse în bazilica "San Marco" din Veneția și sunt păstrate din 1909 în Mănăstirea "S. Giovanni Evangelista" din Torcello, în apropierea Veneției. 
Cea mai veche mărturie a venerării Barbarei în occident este reprezentarea pe un pilastru din Santa Maria Antiqua de la Roma, datând din secolul al VIII-lea. Se pare însă că sfânta era cunoscută în Italia prin intermediul bizantin încă din secolul al VI-lea. În Evul Mediu târziu, cultul sfintei a luat adeseori forme caracteristice culturii populare, cum ar fi misterele și reprezentațiile de teatru. Tot în acea perioadă sfânta a devenit, datorită adăpostului pe care i-l oferise conform legendei o stâncă, patroana minerilor. În acest rol, ea a fost venerată mai ales în: Saxonia, Silezia, Boemia, Tirolul de Sud și Lorena. Contrareforma a favorizat formele populare ale cultului, Barbara ajungând astfel să fie, alături de sfintele Margareta (Marina) din Antiohia și Ecaterina din Alexandria, una din patroanele populației rurale de limbă germană.  
Datorită captivității într-un turn și a schimbărilor inițiate în arhitectura sălii de baie, Barbara a fost considerată a fi atât protectoarea turnurilor și a fortificațiilor (deci și a constructorilor și arhitecților), cât și patroana artileriștilor și a focurilor de artificii, a pirotehnicienilor în general. Ultima ipostază se datorează fulgerului care l-a ucis pe tatăl ei.  

## Iconografie

### Vestimentație

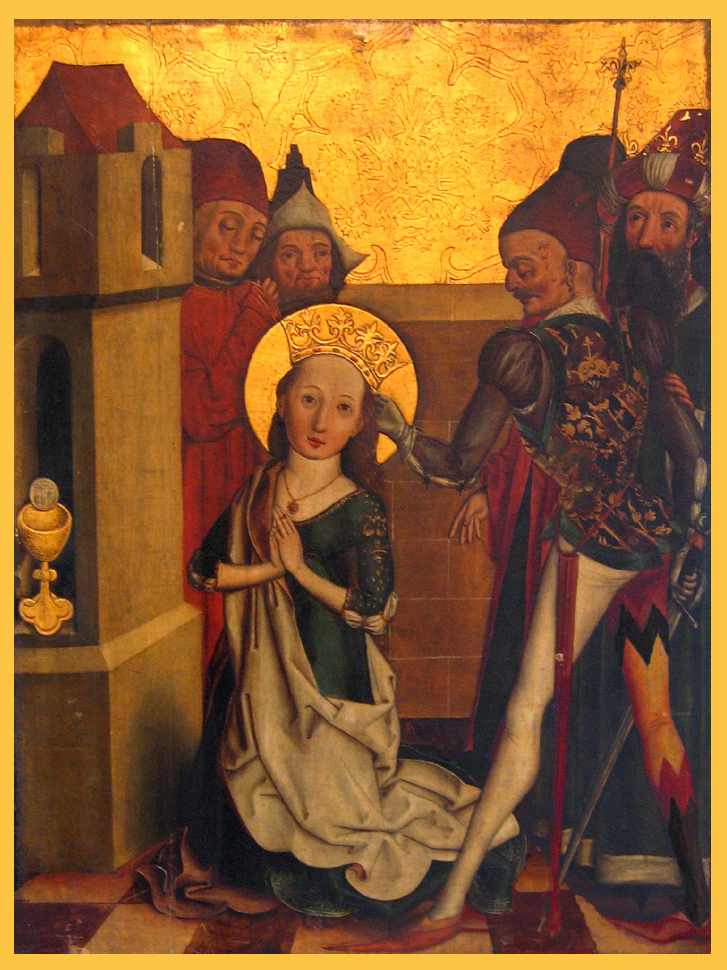
Martiriul Sfintei Varvara, parte dintr-un diptic săsesc transilvănean din veacul al XVI-lea, Muzeul "Brukenthal" (Sibiu)

Până la sfârșitul secolului al XV-lea Barbara este reprezentată în artă drept o fecioară înveșmântată într-o tunică lungă și o mantie (respectiv pelerină). Începând cu secolul al XVI-lea ea va fi înfățișată drept o patriciană îmbrăcată fastuos, conform modei Evului Mediu târziu, purtând uneori chiar boneta tipică femeilor căsătorite, un turban sau o coroană. 

### Atribute
1. Atributul principal este din secolul al XIV-lea până la finele secolului al XVIII-lea turnul, reprezentat în miniatură și fiind des evidențiat prin cele trei ferestre care simbolizaseră în legendă trinitatea. Turnul se află uneori alături de sfânta Varvara, alteori el este purtat de aceasta.
2. Făclia ca instrument al martiriului sfintei apare rar ca atribut, de exemplu pe tapiseria din Neuburg a. D. din 1425.
3. Potirul destinat Euharistiei, cu sau fără azimă, este reprezentat ca atribut al Varvarei odată cu rolul preluat de sfântă la nord de Alpi începând cu secolul al XV-lea ca ocrotitoare împotriva morții subite, lipsită de ultimele sacramente. Cu un potir este înfățișată Varvara de Hans Holbein cel Bătrân, pe interiorul aripii stânge a Altarului Sfântului Sebastian din 1516 (München, Alte Pinakothek) și de Lucas Cranach cel Bătrân. În pictura italiană atributul este preluat din arta nordului Europei, în decursul secolului al XV-lea. 
Ca patroană a muribunzilor, intervenind cu rugile ei pentru o moarte ușoară, Barbara este reprezentată des în secolul al XV-lea pe cărticelele "In Memoriam", tipărite cu ocazia deceselor. Popularizarea prin intermediul gravurii s-a produs și prin reprezentările din tratatele de "Ars moriendi". 

## Galerie de imagini

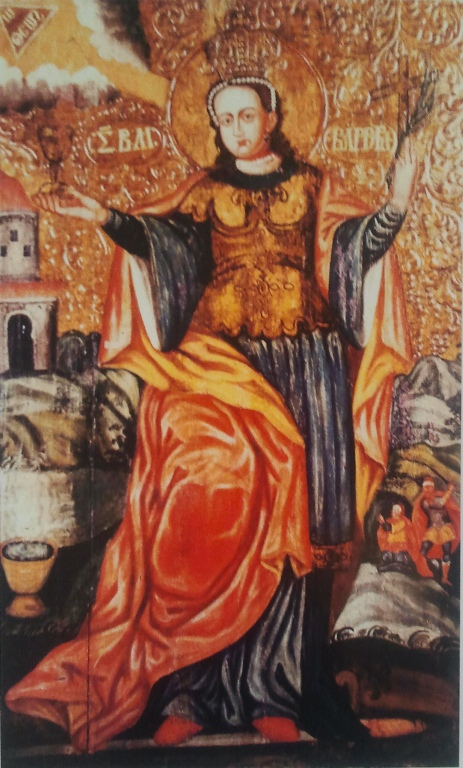
Sfânta Barbara din Biserica Înălțarea Crucii din Luninets, regiunea Brest.
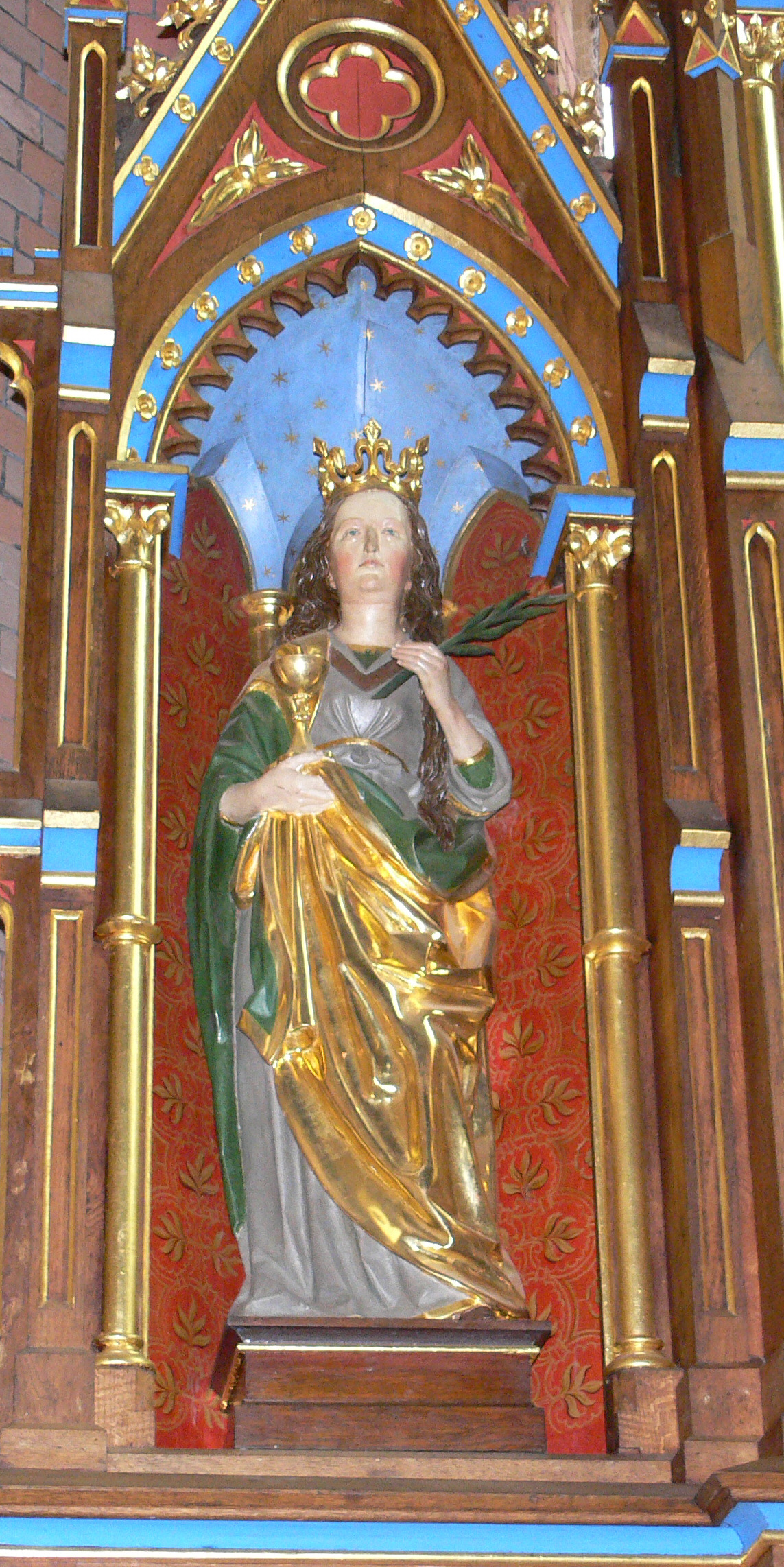
Sfânta Varvara <br> (altar în biserica "Sf. Mihail" din Aßmannshardt, Baden-Württemberg, Germania)